# Oedura
Oedura (оксамитовий гекон) — рід геконоподібних ящірок родини диплодактилідів (Diplodactylidae). Представники цього роду є ендеміками Австралії.

## Опис
Довжина оксамитових геконів (без врахування хвоста) коливається від 69 мм (Oedura jowalbinna) до 113 мм (Oedura marmorata). Верхня частина тіла в них зазвичай сіро-фіолетова або червонувато-коричнева, іноді поцяткована темними і світлими поперечними смугами та дрібними плямами, але їх візерунок варіюється в межах виду. У деяких видів світлі плями оточені чорними кільцями. Клейкі пластинки на лапах дуже схожі на ті, що спостерігаються в африканських геконів з роду Afroedura, які, однак, належать до родини Gekkonidae.
Оксамитові гекони переважно поширені на півдні і сході Австралії, однак деякі види зустрічаються також у внутрішніх частинах континенту (в Пілбарі, горах Фліндерс і Центральних хребтах). На відміну від більшості інших австралійських геконів, таких як Diplodactylus, Lucasium або Rhynchoedura, оксамитові гекони живуть на деревах. Вони часто ховаються в тріщинах серед скель протягом дня або піднімаються на важкодоступні скелясті плато.

## Види
Рід Oedura нараховує 19 видів:
- Oedura argentea Hoskin, Zozaya & Vanderduys, 2018
- Oedura bella Oliver & Doughty, 2016
- Oedura castelnaui (Thominot, 1889)
- Oedura cincta De Vis, 1888
- Oedura coggeri Bustard, 1966
- Oedura elegans Hoskin, 2019
- Oedura filicipoda King, 1985
- Oedura fimbria Oliver & Doughty, 2016
- Oedura gemmata King & Gow, 1983
- Oedura gracilis King, 1985
- Oedura jowalbinna Hoskin & Higgie, 2008
- Oedura lineata Hoskin, 2019
- Oedura luritja Oliver & McDonald, 2016
- Oedura marmorata Gray, 1842
- Oedura monilis De Vis, 1888
- Oedura murrumanu Oliver, Laver, Melville & Doughty, 2014
- Oedura nesos Oliver, Jolly, Skipwith, Tedeschi & Gillespie, 2020
- Oedura picta Hoskin, 2019
- Oedura tryoni De Vis, 1884

## Етимологія
Наукова назва роду Oedura походить від сполучення слів дав.-гр. οιδεω — набухати, пухнути і ουρα — хвіст.